# Commission d'enquête sur l'administration de la justice et les Autochtones
La commission d’enquête sur l’administration de la justice et les Autochtones (en anglais : Aboriginal Justice Inquiry) est une vaste enquête lancée en 1988 dans la province canadienne du Manitoba, à la suite de plusieurs évènements dramatiques ayant abouti à la mort d'Amérindiens ou de Métis par des membres de la majorité blanche anglophone du Manitoba et des dysfonctionnements dont la minorité autochtone fut longtemps victime.

## Historique
Depuis la Rébellion de la rivière Rouge et la rébellion du Nord-Ouest (1869-1885), la lutte pour les droits des Autochtones et des Métis menée par le métis francophone Louis Riel, les autorités du Manitoba furent confrontées à l'existence dans cette province d'un peuplement historiquement présent bien avant la création de la province manitobaine. Malgré la loi sur les indiens de 1951, qui encadre et joue une partie très importante envers la révolution des droits des autochtones, la situation des autochtones était loin d'être réglée notamment au Manitoba.

## Contexte
La commission d’enquête sur l’administration de la justice et les Autochtones fut lancé en 1988 à la suite de deux évènements associés à la mort de deux autochtones (Le meurtre d'Helen Betty Osborne, assassinée par quatre blancs, plus précisément enlevée, violée et tuée à l’âge de 19 ans le 13 novembre 1971 ainsi que la mort, le 9 mars 1988, par balle, de John Joseph Harper, chef autochtone de la Nation Wasagamack, de la part d’un policier). 

## Création de la commission d'enquête
Cette commission d'enquête a examiné la relation entre les peuples autochtones et le système judiciaire au Manitoba. La création dans la province du Manitoba de "l'Aboriginal Justice Inquiry" est la base de la justice autochtone instaurée par le gouvernement du Manitoba. L’Aboriginal Justice Inquiry se base sur la loi constitutionnelle de 1982. Elle utilise la partie II qui traite des droits des peuples autochtones du Canada. Il s’agit de l’article 35 et 35.1 qui stipulent que les droits des autochtones, venant des droits ancestraux et/ou des traités, sont reconnus et acceptés du gouvernement fédéral. De plus, elle définit ce qu’est un autochtone, soit des Indiens (Terme qui n’est plus employé de nos jours envers les autochtones.), des Inuits et des Métis. D’autre part, les droits territoriaux des autochtones sont inclus dans la première partie, celle concernant les droits ancestraux et les traités. D’ailleurs, les deux sexes, à parts égales, sont éligibles aux droits des autochtones du Canada. Pour terminer, le dernier paragraphe de la loi constitutionnelle porte sur les engagements du gouvernement canadien pour participer à une conférence entre le gouvernement et les autochtones.
Le rapport d’enquête, déposé en 1991 concluait que le système en place ne servait pas correctement les peuples autochtones et un certain nombre de changements étaient préconisés, notamment par la création d'un Bureau du protecteur des enfants, afin de défendre les intérêts des enfants (Child Welfare Initiative) et des familles. Enfin il était demandé de modifier des lois particulières (par le biais d'une loi ou d'un règlement) pour traiter les services en langue française.
En 1999, le gouvernement du Manitoba a annoncé qu’il s’engageait à donner suite aux recommandations de la Commission d’enquête sur l’administration de la justice et les Autochtones. Des négociations entreprises avec les représentants métis et autochtones aboutirent à la signature de trois accords (ou protocoles d’entente) distincts, chacun d’une durée de trois ans : le premier avec la Manitoba Metis Federation, qui représente les Métis, le 22 février 2000; le deuxième avec la Assembly of Manitoba Chiefs (AMC), qui représente les Premières nations du Sud, le 27 avril 2000; le troisième avec la Manitoba Keewatinowi Okimakanak (MKO), qui représente les Premières nations du Nord, le 20 juillet 2000. Chacune de ces quatre parties a par la suite signé le protocole des "Services à l’enfant et à la famille".

## Sources
- Site de la Commission d’enquête sur l’administration de la justice et les Autochtones
- Loi portant sur la création et la validation de la Commission d'enquête sur l'administration de la justice et les autochtones
- Historique de la Commission d’enquête sur l’administration de la justice et les Autochtones
- Mémoire présenté à la Commission d’enquête sur l’administration de la justice et les Autochtones par l'Association des juristes d'expression française du Manitoba et la Société Franco-Manitobaine le 19 septembre 2001
- Restructuration du système de services à l'enfant et à la famille du Manitoba
- La surreprésentation des Autochtones dans l'univers carcéral